# (26733) Nanavisitor
(26733) Nanavisitor ist ein Asteroid des Hauptgürtels, der am 22. April 2001 vom kanadischen Astronomen William Kwong Yu Yeung am Desert Beaver Observatorium (IAU-Code 919) in Arizona entdeckt wurde.
Der Asteroid wurde nach der US-amerikanischen Schauspielerin Nana Visitor (* 1957) benannt, die durch ihre Rolle in Star Trek: Deep Space Nine bekannt wurde.